# Tournoi de Wimbledon 1889

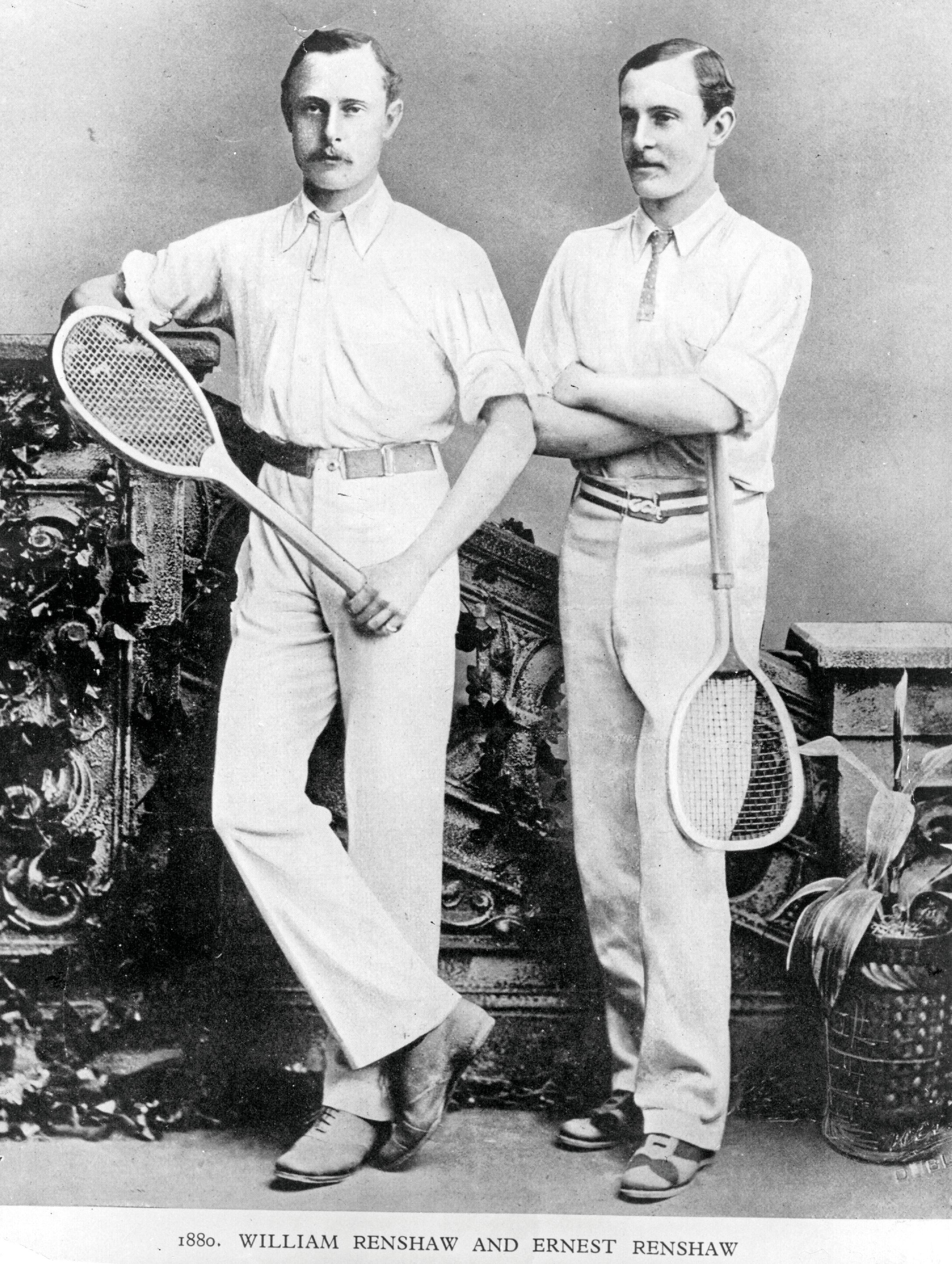
Les deux frères Renshaw, finalistes.

Résultats du Tournoi de Wimbledon 1889.

## Simple messieurs
Finale : William Renshaw  Royaume-Uni bat Ernest Renshaw  Royaume-Uni 6-4, 6-1, 3-6, 6-0

## Simple dames
Finale : Blanche Bingley  Royaume-Uni bat Lena Rice  Royaume-Uni 4-6, 8-6, 6-4